# Lollapalooza Chile 2025
Lollapalooza Chile 2025 fue la decimotercera edición del festival musical en dicho país, el cual se llevó a cabo por cuarta y última vez en el Parque Bicentenario de Cerrillos los días 21, 22 y 23 de marzo de 2025.

## Lineup
El 3 de septiembre de 2024 se confirmó el lineup del festival. Los cabezas de cartel que fueron confirmados son Olivia Rodrigo, Justin Timberlake, Tool, Alanis Morissette, Rüfüs Du Sol y Shawn Mendes.El 10 de septiembre de 2024 se anunció el lineup diario y se dio comienzo a la venta de los pases diarios.
El 17 de marzo de 2025, la banda Fontaines D.C. anunció que no se presentará en el festival debido a que Grian Chatten, su vocalista, presenta una hernia discal en su espalda.El día siguiente, Lollapalooza confirmó a Claudio Narea como reemplazante de la banda.

### Lineup diario
El 4 de febrero de 2025 se anunciaron los horarios y escenarios de cada artista,mientras que el 26 de febrero se anunció el lineup de Kidzapalooza junto con sus horarios y escenarios.
| Viernes 21 de marzo | Viernes 21 de marzo  | Viernes 21 de marzo | Viernes 21 de marzo          | Viernes 21 de marzo |
| Cenco Malls Stage   | Banco de Chile Stage | Smart Fit Stage     | Perry's Stage by Cenco Malls | Kidzapalooza Stage  |
| ------------------- | -------------------- | ------------------- | ---------------------------- | ------------------- |
| Olivia Rodrigo      | Rüfüs Du Sol         | Caribou             | James Hype                   | Topa                |
| Benson Boone        | Rawayana             | Claudio Narea       | JPEGMafia                    | Los Mocosos         |
| Joe Vasconcellos    | Girl in Red          | Michael Kiwanuka    | Disco Lines                  | Babadú              |
| Dante Spinetta      | Soulfía              | LosPetitFellas      | L-Gante                      |                     |
| Indios              | Elena Rose           | Marina Reche        | Polimá Westcoast             |                     |
|                     |                      | BALTHVS             | Taichu                       |                     |
|                     |                      |                     | Dezko                        |                     |
|                     |                      |                     | Abrildefresa                 |                     |

| Sábado 22 de marzo | Sábado 22 de marzo   | Sábado 22 de marzo     | Sábado 22 de marzo           | Sábado 22 de marzo       |
| Cenco Malls Stage  | Banco de Chile Stage | Smart Fit Stage        | Perry's Stage by Cenco Malls | Kidzapalooza Stage       |
| ------------------ | -------------------- | ---------------------- | ---------------------------- | ------------------------ |
| Justin Timberlake  | Alanis Morissette    | Mon Laferte            | Charlotte de Witte           | Shrek, el musical        |
| Foster the People  | Parcels              | Lara Project           | Blond:ish                    | Ratoncitos Dulces Sueños |
| Babasónicos        | Nathy Peluso         | Ca7riel y Paco Amoroso | Barry Can't Swim             | School of Rock           |
| Lasso              | Resonancia Etérea    | Nessa Barrett          | DrefQuila                    |                          |
| Seamoon            | Karla Grunewaldt     | Francisco Victoria     | Wen Bros (Cestar y Stailok)  |                          |
|                    |                      | pablopablo             | Hordatoj                     |                          |
|                    |                      | Confío en Tus Amigos   | ARON                         |                          |
|                    |                      |                        | El Malilla                   |                          |
|                    |                      |                        | KYA                          |                          |

| Domingo 23 de marzo | Domingo 23 de marzo  | Domingo 23 de marzo             | Domingo 23 de marzo          | Domingo 23 de marzo    |
| Cenco Malls Stage   | Banco de Chile Stage | Smart Fit Stage                 | Perry's Stage by Cenco Malls | Kidzapalooza Stage     |
| ------------------- | -------------------- | ------------------------------- | ---------------------------- | ---------------------- |
| Tool                | Shawn Mendes         | Teddy Swims                     | Zedd                         | El musical de Fiu      |
| Los Tres            | Tate McRae           | Sepultura                       | San Holo                     | Concierto Deltimbaltum |
| The Marías          | Inhaler              | Wave to Earth                   | Kasablanca                   | Kanto                  |
| Lucybell            | Arde Bogotá          | Artemas                         | Ovy on the Drums             |                        |
| Turf                | Chances              | Cancamusa                       | Dillom                       |                        |
|                     |                      | Israel Vibration y Roots Radics | Micro TDH                    |                        |
|                     |                      | Candelabro                      | Red Bull Batalla             |                        |
|                     |                      |                                 | Reality                      |                        |
|                     |                      |                                 | Kuina                        |                        |
|                     |                      |                                 | Killua97                     |                        |

## Sideshows
El 13 de noviembre de 2024, las cuentas oficiales del festival compartieron un teaser sobre los sideshows a través de sus redes sociales. Al día siguiente y de forma individual, fue anunciado el show en solitario de la artista pop canadiense Tate McRae en el Teatro Coliseo de Santiago el día 25 de marzo de 2025, siendo su único show fuera de los festivales sudamericanos de marzo. Casi dos semanas después y también individualmente, el día 26 de noviembre, se anunció sideshow de la banda estadounidense Tool en el Movistar Arena para el mismo 25 de marzo, siendo el primer —y único— show en solitario de la banda en territorio sudamericano en sus más de 30 años de trayectoria. Una semana después, el 4 de diciembre, se realizó el tercer y último anuncio de sideshow de manera individual: los jamaicanos Israel Vibration & Roots Radics en la Sala Metrónomo el 23 de marzo.
El 10 de diciembre, un día después del anuncio de los siete shows en solitario de la edición argentina del festival, se confirmaron tres nuevos sideshows en la versión chilena: la noruega Girl in Red en el Teatro Coliseo, el estadounidense JPEGMafia en el Club Subterráneo y los irlandeses de Inhaler en la Sala Metrónomo, los días 19, 20 y 24 de marzo, respectivamente. Luego, el 14 de enero de 2025, a través de sus redes sociales fueron anunciados sideshows del estadounidense Benson Boone y la argentina Nathy Peluso para el 20 de marzo en el Teatro Coliseo y Basel Venue, respectivamente. Una semana después, el 21 de enero, anunciaron tres nuevos sideshows: los argentinos Turf el 19 de marzo en el Club Subterráneo, la banda estadounidense Foster the People el 24 de marzo en Teatro La Cúpula y el músico británico Artemas el 25 de marzo en la Sala Metrónomo. Y finalmente, el día 29 de enero, se confirmó el último sideshow de la edición, el cual estaría a cargo de la banda surcoreana Wave to Earth en el Teatro La Cúpula el 25 de marzo.
| Artista                         | Ubicación        | Fecha       | Ref.   |
| ------------------------------- | ---------------- | ----------- | ------ |
| Girl in Red                     | Teatro Coliseo   | 19 de marzo | [ 10 ] |
| Turf                            | Club Subterráneo | 19 de marzo | [ 12 ] |
| Benson Boone                    | Teatro Coliseo   | 20 de marzo | [ 11 ] |
| JPEGMafia                       | Club Subterráneo | 20 de marzo | [ 10 ] |
| Nathy Peluso                    | Basel Venue      | 20 de marzo | [ 11 ] |
| Blond:ish                       | Club La Feria    | 22 de marzo | [ 14 ] |
| Israel Vibration & Roots Radics | Sala Metrónomo   | 23 de marzo | [ 9 ]  |
| Foster the People               | Teatro La Cúpula | 24 de marzo | [ 12 ] |
| Inhaler                         | Sala Metrónomo   | 24 de marzo | [ 10 ] |
| Artemas                         | Sala Metrónomo   | 25 de marzo | [ 12 ] |
| Tate McRae                      | Teatro Coliseo   | 25 de marzo | [ 7 ]  |
| Tool                            | Movistar Arena   | 25 de marzo | [ 8 ]  |
| Wave to Earth                   | Teatro La Cúpula | 25 de marzo | [ 13 ] |
| Los Tetas                       | Sala Metrónomo   | 29 de marzo | [ 15 ] |